# Abraham Alechenwu
Abraham Alechenwu (Lagos, 26 marzo 1986) è un procuratore sportivo ed ex calciatore nigeriano, di ruolo difensore.

## Biografia
Possiede anche la cittadinanza albanese.

## Palmarès

### Club

#### Competizioni nazionali
- Campionato albanese: 1

Elbasani: 2005-2006